# Суворов, Герман Алексеевич
Герман Алексеевич Суворов (1938—2003) — советский и российский учёный-гигиенист, доктор медицинских наук (1974), профессор (1980); член-корреспондент РАМН (1994).
Автор более 300 научных работ, в том числе 22 монографий и 19 руководств и учебных пособий, а также 3 авторских свидетельств на изобретения.

## Биография
Родился 22 августа 1938 года в Ленинграде в семье военного врача.
После окончания Ленинградского санитарно-гигиенического медицинского института (ныне Санкт-Петербургская государственная медицинская академия имени И. И. Мечникова), в 1961 году поступил в аспирантуру на кафедру гигиены труда этого же вуза и под руководством профессора Е. Ц. Андреевой-Галаниной защитил кандидатскую диссертацию. Был оставлен на кафедре гигиены труда в должности ассистента, а затем — доцента. В 1974 году, после защиты докторской диссертации на тему «Импульсный шум и его действие на организм» (1972), ему была присуждена ученая степень доктора медицинских наук.
В этом же году Г. А. Суворов был избран по конкурсу на должность руководителя лаборатории шума и вибрации Научно-исследовательского института гигиены труда и профзаболеваний Академии медицинских наук СССР. В 1977 году он был назначен руководителем отдела физических факторов, а в 1992 году стал заместителем директора Научно-исследовательского института медицины труда РАМН по научной работе.
Германом Алексеевичем создана научная школа, под его руководством защищено в общей сложности 65 кандидатских и докторских диссертаций. Он был председателем проблемной комиссии Межведомственного научного совета, заместителем главного редактора журнала «Медицина труда и промышленная экология», первым заместителем председателя бюро Федеральной комиссии по санитарно-гигиеническому нормированию при Минздраве России, а также членом Высшей аттестационной комиссии.
Умер 21 мая 2003 года в Москве.

## Заслуги
- Был награждён орденом Дружбы народов и медалями, в числе которых «Ветеран труда» и «В память 850-летия Москвы».
- Награждён золотой и серебряной медалями ВДНХ СССР.
- Удостоен звания «Заслуженный деятель науки РФ», а также знаков «Отличнику здравоохранения» и «За заслуги в стандартизации».
- Лауреат премии Правительства Российской Федерации (2001, в составе коллектива, за разработку спецодежды нового поколения для защиты от холода с учётом физиолого-гигиенических требований и с использованием современных материалов).